# Esthlodora pygmaea
Esthlodora pygmaea är en fjärilsart som beskrevs av Oswald Beltram Lower. Esthlodora pygmaea ingår i släktet Esthlodora och familjen nattflyn. Inga underarter finns listade i Catalogue of Life.